# Parthenodes nigriplaga
Parthenodes nigriplaga là một loài bướm đêm trong họ Crambidae.